# گورنگا اوماشنیتسا
گورنگا اوماشنیتسا (به صربی: Gornja Omašnica) یک روستا در صربستان است که در Trstenik واقع شده‌است. گورنگا اوماشنیتسا ۶۶۵ نفر جمعیت دارد.